# 79240 Rosanna
79240 Rosanna este un asteroid din centura principală de asteroizi.

## Descriere
79240 Rosanna este un asteroid din centura principală de asteroizi. A fost descoperit pe 26 august 1994 la observatorul astronomic din Farra d'Isonzo. Asteroidul prezintă o orbită caracterizată de o semiaxă mare de 2,34 ua, o excentricitate de 0,18 și o înclinație de 2,6° în raport cu ecliptica.